# 东新桥 (惠州)
东新桥，曾用名为解犀桥，是一座位于中国广东省惠州市惠城区的大桥，连接桥东与桥西两地。该桥的历史可追溯至秦朝时期，而现今的桥梁于2005年3月21日重建，并于2006年9月正式合龙，2006年11月28日开放车辆通行。
该桥梁是西枝江最下游处的桥梁，亦是惠州历史上第一座连接府城与县城的桥梁，在惠州历史中具有重要地位。

## 構造
现今的东新桥为惠城区的一座跨西枝江的大型桥梁，主桥全长145米，宽24米，设计时速为40千米/小时。桥面设置双向4道行车线，两侧均布置了总宽3米的非机动车道及人行通道。
东新桥被定义为城市景观桥，同时兼顾老城区内往来桥西与桥东的交通。现今桥梁的护栏材料为浅白色花岗岩，并刻有浮雕作为装饰，显得古朴典雅。

## 历史

### 浮桥时期
东新桥的历史最早应追溯至秦代于该处建立的浮桥，后于北宋时期废止，改用舟渡维持当时的惠州府城与归善县城之间的交通。但以舟渡保障西枝江两岸交通却十分不便，且因翻船导致居民溺亡的事例时有发生；苏轼被贬谪至惠州后，亦深感过江交通不便，遂发动民众筹资建桥；而苏轼本人则捐出珍贵犀带一条，是为其身上惟一值钱物品。其后，冲虚观道士邓守安主持复筑了浮桥，以40艘大木船于东江、西枝江交汇处用铁索相连，其上架有木排版，随水涨落，桥中部设有活动吊板，留有闸口，每日定时吊起吊板开闸，以让船只通过。浮桥于绍圣三年（1096年）六月竣工，命名为东新桥。但与多数浮桥相似，每逢洪水暴涨，东新桥便极有可能被冲断；外敌兵临城下时，驻守惠州府城的官兵亦会人为断毁该桥。浮桥的中断亦意味着惠州府城与归善县城之间的交通完全中断，造成“一水隔天涯”的尴尬局面。
明朝正德年间、嘉靖初年及嘉靖二十年（公元1541年）、三十四年（公元1555年），当时的惠州知府均有主持修缮浮桥。
清朝顺治年间，浮桥由惠州府管理。顺治十四年（公元1657年），浮桥毁于兵燹，惠州府推官郑钦陛、协守备顾名泰捐资修桥，并拨公款250两银买下府前直街三间店铺，年租30两5钱，所得租金存于惠州府工房，亦用于修桥。康熙二十三年（公元1684年）及二十六年（公元1687年），惠州知府吕应奎、通判俞九成均有捐出俸禄修桥。康熙六十一年（公元1722年）四月，归善知县孙能宽在浮桥两头立桥灯两座，每月用蜡烛60只，烛费则取于其在董公桥官地所建的两间店的收入。除此之外，桥梁修缮费用亦有取自盐税的盈余部分，直至乾隆年间盐关被裁撤为止。此后，浮桥改由归善县管理。
浮桥转由归善县管理后，如遇涨水，需要增加桥船、桥梯时，会出现随意扣留民船、征用木店木材的情形，桥夫亦会趁机勒索渡江者。乾隆四十四年（公元1705年），归善知县章寿彭捐出400两银增设桥船，并更换更为厚实的梯板，另留存100两银供日后修缮。
公元19世纪，桥夫每日需缴1600文钱至县署作修桥费，但胥吏侵吞克扣有关钱款，使得浮桥桥船、梯板朽烂时难获维修，行人溺水的事例时有发生。同治二年（公元1863年），惠州知府梅启照令当地富绅捐银千余两以修缮浮桥，同时要求归善县永久交出浮桥之桥权，并选20名绅士及4间铺户轮流值事。此外，桥夫每日需缴一两银至值事处，所缴之银两则用于浮桥的修缮。清朝末期，商人陈芸甫又捐巨资迁建浮桥，使该桥梁北移300米至现时的位置。
清朝末期，浮桥的管理机构称“惠郡东新浮桥管理处”，该机构曾有出版《重修惠郡东新浮桥征信录》，以此向公众公开有关收支款项。民国时期则设置了由地方热心人士组成的“桥务委员会”管理浮桥，负责日常检查维修。彼时，每逢上午十一时，该委员会就撑开一些桥船，以打通西枝江面的交通，供其余船只通行，并收取船只的通行费。逢正午十二时，浮桥则恢复原样，供行人渡江。如有洪水，桥务委员会则会增派桥船，加长桥身；若水势过大，则改由渡船维持两岸交通，当地百姓称之为“横水渡”。

### 钢筋混凝土桥及拱桥时期

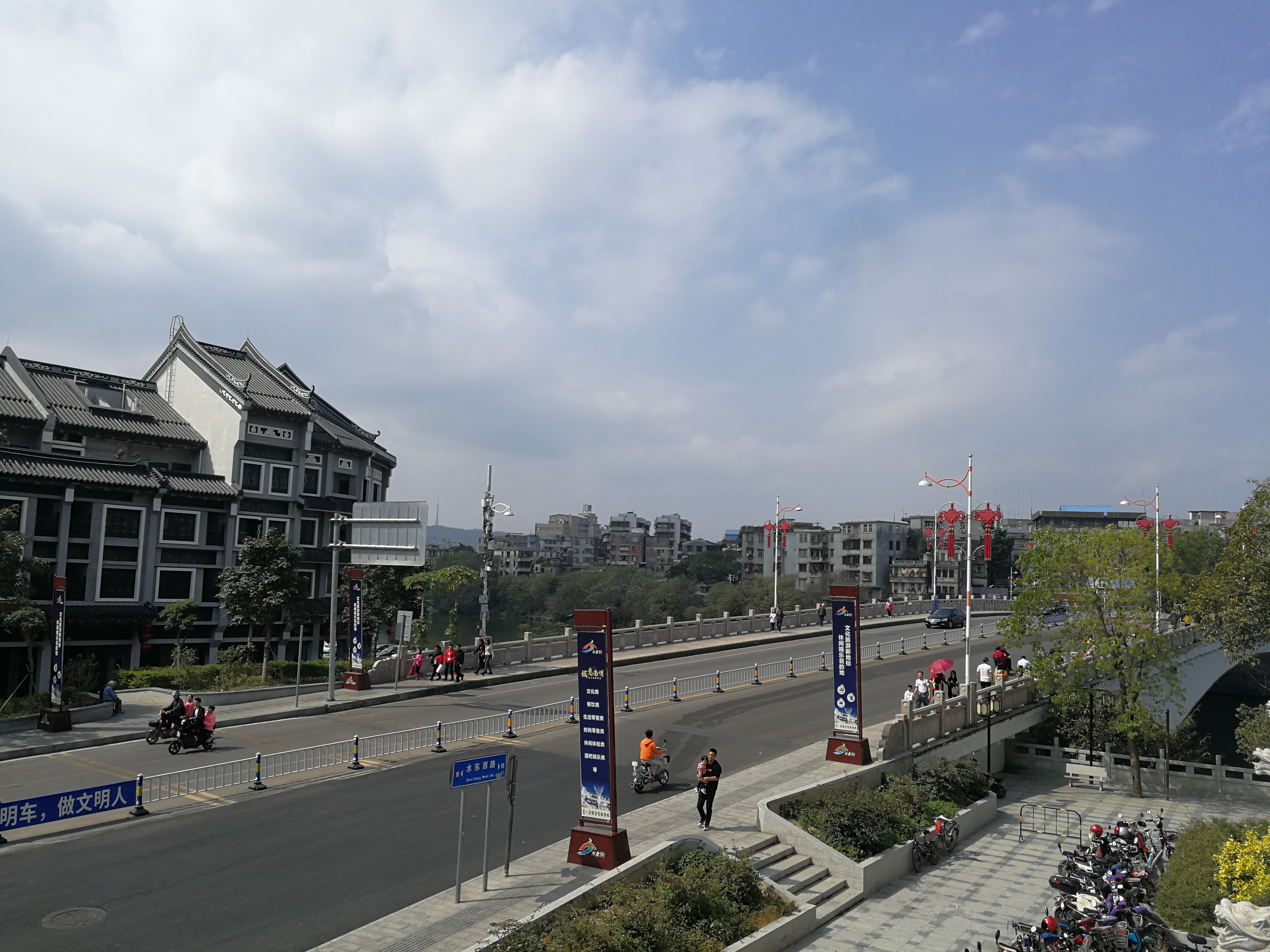
由合江楼俯瞰东新桥。

受制于浮桥的通行能力、安全性及考虑惠州的经济发展，修建混凝土桥梁于20世纪20年代末被逐渐提上日程。1930年，惠樟公路管理处出资2万元，由东路公路处成立东新桥建设委员会（筑桥会），向当地人士、商店、海外侨胞募捐。除此之外，筑桥会主席张友仁亦计划对惠州沿河两旁堤岸码头收租，为期两年（1932年6月1日-1934年5月30日），预计得租金4.8万元。他还请示东路公路处，拆毁惠州府城大东门，以腾出足够空间建桥。
最初，筑桥会邀请一名荷兰工程师设计建筑图纸，但预算建筑费用却达到15万元，遂放弃该设计。1932年，筑桥会筹集到20万元建桥款，并邀请留美建筑工程师林荣森为东新桥重新设计建筑图纸。但因技术复杂，没有建筑商投标，该方案遂被搁置。1933年，筑桥会再委托广州的建筑工程师唐锡畴进行设计，唐锡畴则提出了三跨桥设计方案，其中主跨120英尺（37），两边跨90英尺（27）。但筑桥会招标后，发现最低标价为21万元，超出公路处18.5万元的底价。建桥工程随即被搁置，直至1935年11月12日，筑桥会才得以举行东新桥奠基礼。时任筑桥会主席叶秉机则宣布工期被限制为18个月。
但有记者在奠基礼举办后一个月探访东新桥工地时，见到的却是“工作人数则寥寥十余人，其工作进行，极为弛缓。而水中两桥墩绝未动工，一切工作机械及各种材料亦未见运到”的景象，并质疑工程能否按期竣工。数月之后，此种现象仍未有改善，引发民愤；地方当政者则公推当地有实力的军人向广东省建设厅力争，并得到时任厅长林云陔同意，责成东路公路处促成其事。公路处则将工程承包予成安行，按唐锡畴的图纸进行建设。惟筑桥会及唐锡畴在视察工地时，发现该建筑商未按照施工说明书规定用料，遂提出异议，导致公路处处长李化被迫下台。公路处亦不肯再负责监理，致使工程停摆，直至1937年广东省建设厅委任唐锡畴负责监理为止。1938年2月，钢筋混凝土制的东新桥建成。
东新桥其后经历了反复被毁建的过程。1938年10月15日，惠州第一次沦陷。12月7日，侵华日军在撤出惠州的过程中炸毁了仅通车半年有余的东新桥。1939年，惠州工商界捐资对桥梁进行修复，具体为在断桥处用竹木料搭建人行木桥，勉强维持了西枝江两岸的交通。1941年5月12日，惠州第二次沦陷。日军在数日后撤军至博罗时烧毁东新桥。同年，惠州市民捐资修桥。1942年2月4日，惠州第三次沦陷。6日，日军撤出，并再次放火烧桥。此后，惠州各界人士再次捐资，仍用木料搭建行人桥梁，维持交通。
惠州解放后，惠州镇人民政府仍聘请唐锡畴为工程师，进行东新桥修复工作。1950年春，镇政府发动当地民众捐资10亿元人民币修桥，实际募得14亿元；工商界亦进行筹款，广东省人民政府同样下拨了10亿元建桥款。1950年9月，惠州镇第三届人民代表大会通过建筑东新桥的议案。1951年3月10日，东新桥修复工程正式开工。9月21日，该桥梁完工通车。但在桥梁通车时，由于筑桥工人参与“三反”运动，故实际上桥栏、路灯仍未完成，直至1953年，桥梁才全面竣工。而桥梁修复期间，西枝江桥自中山南路码头至晒布场的江面上再一次搭起浮桥，直至桥梁竣工，浮桥正式退出历史舞台。
1963年，由于东侧桥墩下沉，东新桥禁止载重卡车通行。1973年，广东省城建局拨款28万元人民币，对桥梁作化学灌浆处理，同时对人行道进行加宽。工程于1974年完成。
2004年底，惠州市公用事业局指东新桥存在桥墩严重开裂及混凝土脱落的问题，同时认为当时的桥面已无法满足当前运载需求，需拆除重建。2005年3月21日，东新桥拆除重建工程正式开工。2006年11月28日，重建后的东新桥正式开放车辆通行，为拱桥形制。

## 连接道路

### 桥东端
- 水东西路（不可行车）
- 新民后街

### 桥西端
- 滨江西路
- 环城东路
- 中山东路

## 行经公共交通
| 行经巴士路线一览 | 行经巴士路线一览 | 行经巴士路线一览 | 行经巴士路线一览 | 行经巴士路线一览 |
| 编号             | 路线             | 路线             | 路线             | 备注             |
| ---------------- | ---------------- | ---------------- | ---------------- | ---------------- |
| 1                | 梅湖             | ⇆                | 豪鹏科技         |                  |
| 38               | 红花湖南门       | ⇆                | 江湾南岸总站     |                  |

## 事件

### 沙船撞击
2013年4月17日下午2时40分许，一艘沙船在于西枝江航行的过程中因主机失控，船头龙门架撞上东新桥桥身，导致该船只船头龙门架上的钢丝绳被桥体割断。由于船员及时对船身进行固定，沙船未对桥体造成严重伤害。事故中无人伤亡，沙船燃油亦未泄漏。

## 关联艺术创作
东新浮桥与西新桥竣工之日，苏轼曾留《两桥诗·东新桥》记录了雨后江上浮桥奇景，以及浮桥竣工后当地百姓的欢欣雀跃之态。
明朝嘉靖及隆庆年间，当地民众亦有流传《浮桥谣》，是为彼时浮桥频繁被冲垮导致溺亡者众多、棺材满亭的真实写照。《归善县志》记载的民谣如下：
|  | 死者有木，生者不得渡。桥不溺人，亭木生尘。 |

惠州籍画家刘仑曾在日军第一次将东新桥炸毁之时，以此为主题创作了速写作品，控诉日军的毁桥行为。